# 派克鎮區 (明尼蘇達州聖路易斯縣)
派克鎮區（英語：Pike Township）是位於美國明尼蘇達州聖路易斯縣的一個行政鎮區。

## 地方資料
派克鎮區的面積為87.04平方千米，當中陸地面積為86.99平方千米，而水域面積為0.05平方千米。根據2020年美國人口普查的數據，當地共有人口386人，而人口密度為每平方千米4.43人。